# 十三烷二酸
十三烷二酸（英語：tridecanedioic acid，别名巴西基酸）是一种有机化合物，化学式为(CH
2)
11(CO
2H)
2。它可由芥酸（13-二十二烯酸）的催化氧化制得。它具有羧酸的通性，如在硫酸存在下和甲醇发生酯化反应，得到十三烷二酸二甲酯；和氯化亚砜回流反应，得到十三烷二酸二甲酰氯。